# Landkreis Herrschaft Schmalkalden
Landkreis Herrschaft Schmalkalden lå i det sydlige Thüringen. 
Fra 1360 til 1944 hørte Herrschaft Schmalkalden til Hessen. Fra 1868 til 1944 blev landkredsen administreret som en del af den preussiske provins Hessen-Nassau.  Nazisterne opløste provinsen den 1. juli 1944, og landkredsen blev overført til Thüringen. 
I foråret 1945 blev området befriet af amerikanerne, der kort tid efter blev afløst af russerne. Landkredsen blev opløst i 1952. Fra 1994 hører størstedelen af området til Landkreis Schmalkalden-Meiningen, mens enklaven Barchfeld hører til Wartburgkreis.
I kirkelig henseende hører området til den protestantiske kirke i Hessen  (Evangelische Kirche von Kurhessen-Waldeck) ikke til kirken i Thüringen (Evangelische Kirche in Mitteldeutschland.